# Кинематограф Буркина-Фасо
Буркина-Фасо является одной из ведущих стран Африки в области кинематографа. История кинематографа Буркина-Фасо насчитывает несколько десятилетий и включает производство фильмов, получавших престижные награды.

## История

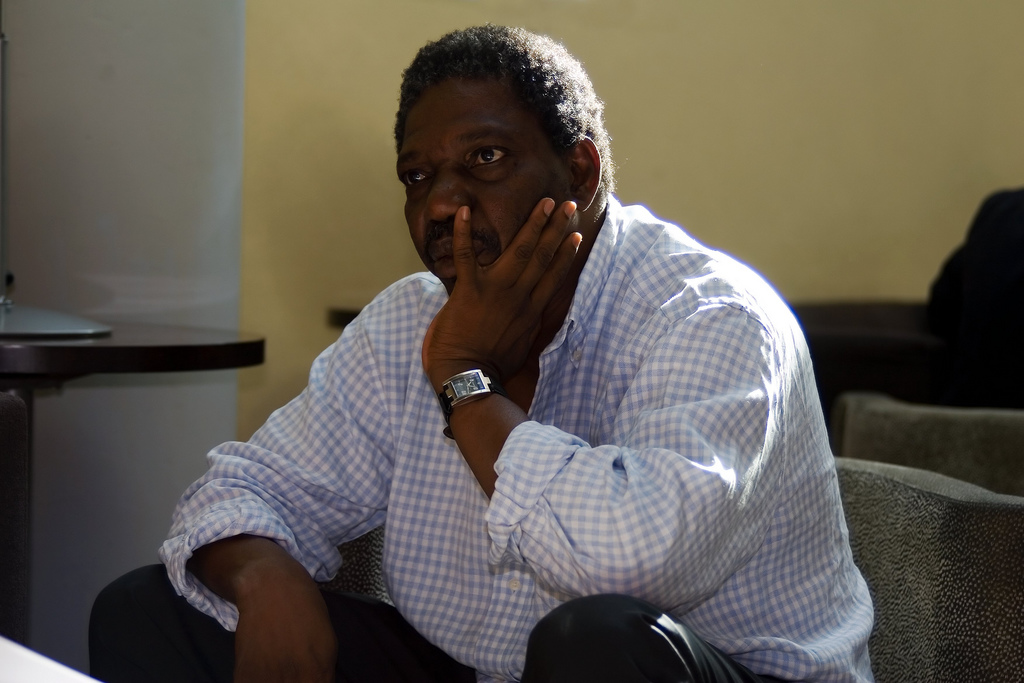
Идрисса Уэдраого, фотография 2007 года

Вклад Буркина-Фасо в африканский кинематограф начался с проведения первого
Фестиваля кино и телевидения стран Африки в Уагадугу в 1969 году, который проходил как неделя фильмов Африки. В дальнейшем фестиваль, ставший наиболее престижным и наиболее масштабным в чёрной Африке, получил правительственную поддержку и стал проходить раз в два года, по нечётным годам в марте. Фестиваль посещают до полумиллиона человек.
Буркина-Фасо также производит большое количество игровых фильмов, одно из самых больших в Африке. Многие режиссёры, такие как Идрисса Уэдраого, Гастон Каборе, Дани Куяте, Даниэль Колло, получили международную известность и удостаивались призов на кинофестивалях. Так, например, в 1990 году фильм «Закон» Идриссы Уэдраого стал единственным пока африканским фильмом, получившим Гран-при Каннского кинофестиваля. 
С 1983 года штаб-квартира Федерации Панафриканских кинематографистов (ФЕПАСИ, FEPACI) размещалась в Уагадугу, куда её пригласил президент Томас Санкара. В 2006 году секретариат этой организации переехал в Южную Африку, но сама штаб-квартира до сих пор размещается в столице Буркина-Фасо. С 1977 по 1987 год в Уагадугу размещалось учебное заведение, готовившее кинематографистов, Institut d'Education Cinématographique de Ouagadougou (INAFEC). Формально оно находилось под патронажем ЮНЕСКО и ФЕПАСИ, но 80% финансирования предоставлялось правительством Буркина-Фасо. Ни одна другая африканская страна не участвовала в финансировании, и число иностранных студентов было крайне невелико.

## Современность
В конце 1990-х годов увеличилось количество киностудий, к 2002 году в стране существовало 25 киностудий различного размера. К наиболее известным кинорежиссёрам Буркина-Фасо принадлежат
Мамаду Джим Кола, Гастон Каборе, Даниэль Колло, Поль Зумбара, Эмманюэль Калифа Санон, Пьер Ямеого, Идрисса Уэдраого, Дрисса Туре, Дани Куяте и Режина Фанто Накро.
Многие фильмы, снятые в Буркина-Фасо, идут в прокате во франкоязычных европейских странах, некоторые при поддержке французского правительства. Однако даже фильмы, получавшие призы на международных кинофестивалях и включённые в учебную программу, в Африке практически неизвестны за пределами академических кругов.
В 2005 году Гастон Каборе на свои деньги построил школу для кинематографистов в Уагадугу. В школе прошёл кинофестиваль 2005 года.